# Normentheorie
Die Theorie der Normen sieht das Wesen des Verbrechens in der Verletzung des staatlichen Anspruchs auf Gehorsam gegenüber den Normen. Der Anspruch auf Gehorsam ist eine Sonderform des Do ut des: Der Staat schützt durch sein Rechtssystem den Einzelnen gegen Verletzung seiner persönlichen Rechte. Im Gegenzug hat der Einzelne die Pflicht, das staatliche Rechtssystem zu stützen, indem er dessen Normen einhält.
Die Normentheorie wurde durch Karl Binding begründet und hat ihre abschließende Beschreibung in seiner Schrift Die Normen und ihre Übertretung (1922) gefunden. Sie galt für Binding selbst nicht als Theorie. Für ihn war der Nachweis und der Aufbau des deutschen Strafrechts auf Grundlage der Normen eine logische Notwendigkeit.

## Inhalt

### Die Normen als Grundlage des Strafrechts

#### Der Begriff der Norm
In seinen Ausführungen über den Charakter der Strafgesetze definiert Binding wie folgt: „Nun ist aber die richtige Erkenntnis der Rechtssätze, die der Verbrecher ‚verletzt‘, präjudiziell für die wichtigsten Lehren des Strafrechts, ganz besonders für die Lehre vom Delikte und seiner Schuldseite. Jene Rechtssätze taufe ich Normen.“ (Binding, Normen I S. 7, Z. 1–6) An anderer Stelle formuliert Binding es noch einmal anders: „[...] die verbindliche Richtschnur des Handelns [...] ist das rechtliche Verbot oder Gebot als solches [...]. Dieses Gebot finden wir im Wesentlichen durch Umwandlung des ersten Teils der Strafrechtssätze in einen Befehl [...]. Dieser gesetzliche Befehl ist es, den ich die Norm nenne.“ (Binding, Normen I S. 45, Z. 1–10)
Normen sind bei Binding also nicht alle abstrakt-generellen Sollenssätze, sondern nur die Ge- und Verbote, nach denen sich der Bürger richten muss.

#### Nachweis der Existenz der Normen
Der Nachweis der Normen wird auf drei verschiedene Arten geführt. Binding versucht einmal direkt Normen im Gesetz aufzuzeigen, bedient sich jedoch zur Komplettierung des Nachweises auch des mittelbaren Nachweises aus den Strafgesetzen und den Bedürfnissen der Gesetzgebung.

##### Der mittelbare Nachweis aus den Strafgesetzen
Der Imperativ als eigentlicher Inhalt der Norm kann entweder in der Rechtsfolge des Strafgesetzes, im ersten Teil des Strafgesetzes mit mehr oder minder eindeutigem Hinweis auf die Rechtsfolgen oder durch den ersten Teil der Strafgesetze alleine begründet sein. Daraus entstehen drei Befehlsvarianten, die Binding wie folgt beschreibt: „Entweder der Befehl lautet: ‚Ihr sollt nicht töten!‘ oder: ‚Ihr sollt nicht töten bei Strafe!‘ oder ‚Ihr sollt die Strafe auf Euch nehmen, wenn Ihr getötet habt!‘“ (Binding, Normen I S. 37, Z. 7–10)
Die Ableitung eines Imperativs aus der Rechtsfolge scheidet für Binding aus, da hierdurch das Verbrechen an sich nicht verboten werde. Der Verbrecher habe danach vielmehr die Pflicht alles für seine eigene Strafverfolgung zu tun.  Dies sei jedoch an keiner anderen Stelle im Gesetz positiviert.
Auch den Imperativ der Strafgesetze auf den Tatbestand in Verbindung mit der Rechtsfolge zu begründen wird abgelehnt. Hierdurch werde, einer ähnlichen Argumentation folgend wie zuvor, das Verbrechen an sich nicht verboten, sondern schlicht „seinen künftigen Urhebern der wolgemeinte Rat erteilt es aus Rücksicht auf den Staat oder auf ihre eigene Bequemlichkeit zu unterlassen“. (Binding, Normen I S. 39, Z. 4–6) Der Mörder zum Beispiel werde durch jenen Imperativ dazu genötigt, die Tat nicht aus Rücksicht vor dem Leben seiner Mitmenschen zu unterlassen, sondern aus Rücksicht auf den zur Strafe verpflichteten Staat. (vgl. Binding, Normen I S. 41, Z. 6–13)
Die Strafe würde in diesem Falle verbindlich als der Grund des Verbotes festgeschrieben. Die Androhung der Strafe wäre also  „das einzig taugliche Gorgonenhaupt“ (Binding, Normen I S. 41, Z. 27), welches die Menschen von dem Verbrechen abhielte. Da jedoch regelmäßig der Verbrecher hofft nicht entdeckt zu werden – was die Eigenschaft der Strafandrohung als Abschreckung Lügen straft – käme man zu dem seltsamen Ergebnis, dass der Delinquent dem Verbot zuwider, jedoch nicht rechtswidrig gehandelt hat. Weiterhin werde dadurch, dass der verbindliche Imperativ auf beide Teile des Strafgesetzes begründet sei, keine Schuld ohne Bewusstsein der Rechtsfolge möglich. (Heutzutage bedeutete dies, dass sich der Vorsatz des Täters auf die Rechtsfolge der Tat ausweiten müsste.)
Der erste Teil der Strafgesetze als Grundlage des Imperativs bleibt für Binding als einzig logische Ableitung übrig. Verstößt ein Verbrecher gegen dieses Verbot, tut er „genau und völlig das [...], was jenes Verbot unterlassen haben will [...].“ (Binding, Normen I S. 42, Z. 25–27) Auch habe ein solches Gebot nicht den Nachteil, dass es aus Rücksicht auf zum Beispiel Strafe erlassen wird, sondern dass es die beschriebene Handlung verbietet.
Jene Gebote und Verbote stellten sich als verbindliche Befehle dar, deren Befolgung die Anerkennung der staatlichen Autorität voraussetzt. Hier wird ein Vergleich zu militärischen Befehlen gezogen, die auch ohne Androhung einer Strafe zu befolgen seien, wenn derjenige, der sie befolgt, die Autorität des Befehlshabenden anerkennt.
Diese Normen aus dem ersten Teil der Strafgesetze seien die „verbindliche Richtschnur des Handelns, welche der Verbrecher überschreitet“ (Binding, Normen I S. 45, Z. 1–2), die ohne jeglichen Hinweis auf eventuelle Rechtsfolgen Gültigkeit hat. Das Gebot dieser Richtschnur sei durch die Umwandlung des ersten Teils der Strafgesetze in einen Befehl zu erhalten. Jener Befehl wiederum sei es, den Binding die Norm nenne.

##### Der mittelbare Nachweis aus dem Bedürfnis
Da der Gesetzgeber zum Schutz bestimmter Rechtsgüter Pflichten benennen muss, an die sich die Bürger halten sollen, ergibt sich deren Form und Inhalt als zweckmäßigstes Mittel in der Norm. Mehr als ein Gebot oder Verbot ist nicht nötig um dem Untertanen zu sagen, was er zu tun oder zu unterlassen hat. Somit entsteht die Norm aus dem Bedürfnis des Schutzes der Rechtsgüter als gebotenes Mittel.

##### Der unmittelbare Nachweis aus dem geschriebenen Recht
Diesen Nachweis führt Binding nur, um einigen Argumenten seiner Kritiker zu begegnen und jene zu überzeugen, die sich nur nach dem geschriebenen Recht richten. So ist auch die Art des Nachweises nach den einzelnen Argumenten gegliedert. Diese sollen auch hier nach der Aufteilung Bindings gruppiert werden.
1. Einige seiner Kritiker behaupten, die Normen seien keine Rechtssätze, weil sie zum Teil anderer Art seien, so zum Beispiel ethische Normen. Binding begegnet ihnen mit der schlichten Feststellung, dass die Normen die Grundlage der Strafgesetze seien. Daher machten die Strafgesetze sie auch zu Rechtssätzen. Andere wiederum sprechen der lex imperfecta (Rechtsnorm ohne Rechtsfolge) die Rechtsnatur ab. Sie untermauern diese Behauptung unter anderem damit, dass die Normen nur die dolose, aber nicht die fahrlässige Tat verbieten. Binding stellt hierauf wiederholt fest, dass es die Normen sind, die der Verbrecher übertritt und somit „der Strafrechtssatz [...] der accessorische [ist], der ohne Anlehnung an die Norm nicht stehen kann, nicht umgekehrt.“ (Binding, Normen I S. 58, Z. 10–12)
2. Andere Kritiker bejahen zwar die Existenz der Normen, sprechen ihr allerdings ihre Eigenständigkeit ab. Die Norm sei Bestandteil des Strafgesetzes, jedoch nur in der Abhängigkeit von diesem von Bedeutung. Binding stellt eine grundlegende Akzeptanz einer Normenlehre bei jenen Kritikern fest, widerlegt deren Argument aber damit, dass die Normen im Gesetz auch alleine stehen, es also eine Eigenständigkeit von Normen auch ohne Strafgesetze gibt.
3. Schließlich erkennen einige in den Normen keine Rechtssätze besonderer Art, sondern wollen in allen Gesetzen Normen erkennen. Binding sieht darin jedoch einen „Akt der Vergewaltigung“ (Binding, Normen I S. 61, Z. 9) gegenüber dem positiven Recht. Seiner Meinung nach ist die hieraus entstehende „Einseitigkeit und Eintönigkeit“ (Binding, Normen I S. 61, Z. 10–11) höchst bedenklich. Er hält diesen Ansatz für einen rein naturrechtlichen, „wonach das Recht nur dazu da ist, die natürliche Freiheit zu beschränken“ (Binding, Normen I S. 60, Fußnote 16)

Um die Existenz der Normen als lex imperfecta in den Gesetzen zu suchen, zählt Binding verschiedene Beispiele auf, an denen sich zeigen lässt, dass es durchaus die lex imperfecta als selbstständigen Rechtssatz gibt. So nennt er einige Beispiele aus der Verfassung des deutschen Kaiserreiches (RV), die dem Kaiser ein gewisses Verhalten gebietet, ohne eine Rechtsfolge anzudrohen. (vgl. RV Art. 11, 2 (Kriegserklärung des Kaisers ohne Zustimmung des Bundesrates), RV Art. 12, 13, 25, 26 (zum Umgange mit dem Reichstage), RV Art. 10 (Der Bundesratsbevollmächtigte).) Auch weist er auf andere Stellen der Reichsgesetzgebung hin, an denen sich leges imperfectae finden oder wo sie es nur zu sein scheinen. Wichtig bleibt jedoch zu zeigen, dass der Gesetzgeber „nicht einen Augenblick zweifelt, durch sie echte Rechtspflichten zu begründen.“ (Binding, Normen I S. 66, Z. 8–9)
Auch aus der Terminologie der Rechtsquellen könne man darauf schließen, dass die Normen Voraussetzung der Strafgesetze sind. An vielen Stellen werden Wörter wie „Vorschrift, Anordnung, Verbot o. ä.“ (Binding, Normen I S. 67–68) gebraucht. Dies deutet darauf hin, dass die Existenz der Normen als selbstverständlich vorausgesetzt wird. Jene Terminologie sei ein genauer Ausdruck der Anschauung der Gesetze. So würde durch die Strafgesetze stets semantisch vermittelt, dass die Nichtbeachtung eines vorhergegangenen Befehls die Begründung des Strafgesetzes sei. Auch Strafgesetze, die die Übertretung von Befehlen anführen, Verbote, die durch Ermächtigung im Einzelfall aufgehoben werden können und Strafgesetze, in denen von „Unbefugten“ die Rede ist, lassen explizit den Schluss zu, dass der Tatbestand als Übertretung eines außer ihnen stehenden Verbotes oder Gebotes angesehen wird. Andere Gesetze, die eine solche Übertretung nicht anerkennen, jedoch genauso aufgebaut sind, führten zu dem Schluss, „dass alle Strafgesetze das Delikt als Übertretung einer außer ihnen liegenden Norm anerkennen.“ (Binding, Normen I S. 70, Z. 26–27)
Diese Schlussfolgerung sieht Binding dadurch bestätigt, dass der Staat manchmal die Normen gewissen Volksgruppen unmissverständlicher vor Augen hält. Er nennt als Beispiel die Kriegsartikel, in denen der Soldat seine Pflichten in scharfer Ausprägung vor Augen hat. Aus den Strafgesetzen könne er seine Pflichten nicht so leicht und unmissverständlich erschließen.  Jedoch wird hier der Nachdruck eindeutig auf die Norm gelegt und nicht so sehr auf die Rechtsfolge. Eine weitere Bestätigung seiner These sieht er darin, dass die Strafen und ihre Abstufung oft nicht sehr präzise seien und zu Zwecken der Abschreckung meist nach oben abgerundet würden.

#### Der Charakter der Normen
Die Norm als bejahender Rechtssatz.
Da die Normen als objektiv rechtliche Rechtssätze die Entstehung, die Wandlung und den Untergang von subjektiven Rechten regelten, nennt Binding sie bejahende Rechtssätze. Die Norm begründe stets zugleich Rechte und Pflichten. Dabei sind die Rechte auf die Gewalt die Pflicht zu fordern – ein „Recht auf Gehorsam oder Botmäßigkeit“ (Binding, Normen I S. 97, Z. 7), das statuiert wird um die Gehorsamspflicht aufzustellen, die der Normgeber Staat von seinen Bürgern (Untertanen) verlangt.
Die Normen sind also zwangsläufig Teil des öffentlichen Rechts. Versuche sie als auf das Strafrecht begrenzt anzusehen, widersprächen den zahlreichen Fundorten jener im Völker-, Staats- oder auch Verwaltungsrecht. Daher gibt es auch keine Strafnormen.
Werden Normen vom Staat auf andere delegiert, handele es sich trotzdem noch um den obrigkeitlichen Willen, dem zu folgen ist, jedoch nicht dem delegierten privaten Willen.
Auch den Kreis der Normgebundenen bestimme der Urheber der Norm. So könnten zweifellos auch Fremde an die Norm gebunden werden. Ob diese die Gehorsamspflicht anerkennen sei irrelevant. Aus Sicht des Normgebers sind sie an die Norm gebunden.
Aus der Natur der Sache ergebe sich, da der Gehorsam in Bezug auf die Norm nichts anderes sei als die „Unterordnung des eigenen Willens unter einen andern als autoritativ anerkannten“ (Binding, Normen I S. 99, Z. 4–5), dass der Gehorsam die bewusste Handlungsfähigkeit voraussetze und somit nicht solche binde, denen dies nicht möglich ist, so zum Beispiel Geisteskranke oder Kinder.
Norm und Nichtnorm.
Vehement weist Binding die Auffassung einiger Kollegen zurück, die mit der Begründung der naturrechtlichen allgemeinen Freiheit in jedem Gesetz eine Einschränkung dieser und die Begründung einer Norm sehen. Das Wort „verordnen“, das bei den Fürsprechern dieser Theorie als Begründung für den einschränkenden Charakter aller Gesetze herangezogen werde, stelle ausschließlich die „feierliche Form der Rechtswillenserklärung“ (Binding, Normen I S. 104, Z. 13–14) dar. Der zweite Irrtum jener, die in jedem Rechtssatz eine Norm sehen wollen, sei die irrige Ansicht es existierten nur pflichtbegründende Rechtssätze. Die Existenz von nur berechtigendem Recht widerlege dies jedoch.

#### Die verschiedenen Erscheinungsformen der Norm
Um die verschiedenen Erscheinungsformen der Norm genau darzustellen kategorisiert Binding sie. So könne man zwei Hauptgruppen der Normen erkennen: Gebote und Verbote. Verbote sollen den Menschen von einem gewissen Handeln abhalten, ihn also zum Nicht-Handeln in der dargelegten Handlungsweise bringen. Gebote hingegen forderten den Menschen auf, wenn sie handeln, wie es in ihrer Natur liegt, dies auf eine bestimmte Art und Weise zu tun. Verbot und Gebot stehen also in einem faktischen Gegensatz. Dies bedeutet jedoch nicht, dass in einem Verbot nicht auch sekundär ein Gebot „gerade so nicht zu handeln“ stecke.

##### Die Verbote
Verbote seien dazu da „gewisse Veränderungen in der Rechtswelt fernzuhalten“. (Binding, Normen I S. 111, Z. 14–15) Jene Verbote unterteilt Binding wie folgt:
1. Verletzungsverbote: Verletzungsverbote nennt Binding alle Normen, die die Herbeiführung eines gewissen Erfolges verbieten. Hierbei betont er, dass der Erfolg immer die Folge einer Ursache sein müsse und deshalb in Wahrheit nicht der Erfolg selbst verboten werde, sondern die Ursache, die zum bestimmten Erfolg führt. So heiße die Norm „Ihr sollt nicht töten“ in Wahrheit „Ihr sollt nicht die Ursache zu einem Tode, zu der oder jener Veränderung erzeugen.“ (Binding, Normen I S. 115, Z. 1–3) Insofern sei die verbotene Handlung die Erzeugung sämtlicher zum Erfolg hinwirkender oder Beseitigung der den Erfolg hindernder Bedingungen. Die Bedingungen werden allerdings erst dann Ursache, wenn der Mensch nicht mehr durch verändern anderer Bedingungen den Eintritt des Erfolges verhindern könne. Zugleich jedoch befehle die Norm nicht nur das Unterlassen eine Ursache zu schaffen, die zum Erfolg führt, sie drücke sekundär auch eine Pflicht zur Beseitigung von ursächlich werdenden Bedingungen, die man selbst geschaffen hat, aus.
2. Gefährdungsverbote: Zu den Verletzungsverboten subsidiär stehen die Gefährdungsverbote. Dies seien Verbote, die „die Gefahr in sich tragen Ursache eines bestimmten verletzenden Erfolges zu werden“ (Binding, Normen I S. 119, Z. 3–5). Die Frage sei hierbei nur, wie man bei der unendlichen Anzahl von Bedingungen, deren Gleichgewicht davon abhält die Ursache herbeizuführen, festzustellen, wann eine Gefährdung vorliegt. Um überhaupt ein Abgrenzungskriterium zu haben müsse man die Grenze jedoch dort festlegen, wo bisher günstige Bedingungen zum Nichteintritt in ungünstige umschlagen. Die Gefährdung sei also die „Verstärkung der zum Erfolg hinwirkenden Bedingungen in der Weise, dass wir ein Hinauswachsen derselben über das Gleichgewicht mit den abhaltenden Bedingungen befürchten müssen“ (Binding, Normen I S. 121, Z. 1–3). Diese Ansicht könnte jedoch dazu führen, die Gefährdungsverbote als unvollständige Verletzungsverbote der Verursachung anzusehen. Somit könne den Gefährdungsnormen die eigentliche Existenz abgesprochen werden. Tue man dies, verkenne man jedoch, dass auch die größt mögliche Gefährdung einer Tötung noch lange nicht die Grenze zum Tötungserfolg überschritten hat. Ist das Gefährdungsverbot im Strafgesetz unter Strafe gestellt, so sei logisch notwendig auch das Verletzungsverbot  straferhöhend unter Strafe zu stellen. Der Vorsatz sei bei beiden jedoch verschieden, so dass nicht jede Gefährdung zugleich eine versuchte Verletzung darstelle.
3. Verbote schlechthin: Handlungen, die, egal ob sie tatsächlich eine Gefahr darstellen oder nicht, aus der Natur der Sache verboten werden, nennt Binding „Verbote schlechthin“. Eine solche Strafe sei eine reine Ungehorsamsstrafe, deren Handlung normalerweise keinerlei Auswirkung auf die Rechtswelt haben, deren Vornahme aber unerwünscht sei, weil sie die Rechtsordnung zu stören vermöge.

##### Die Gebote
Auch die Gebote unterliegen jener Dreiteilung der Verbote:
Bewirkungs- oder Verursachungsgebote befehlen einen bestimmten Erfolg herbeizuführen.
Beförderungsgebote gebieten bestimmte Handlungen, die die Herbeiführung günstiger Erfolge bewirken können.
Schließlich befehlen Gebote schlechthin Handlungen, die normalerweise einen günstigen Erfolg herbeiführen, egal ob sie es konkret tun oder nicht.

##### Unbedingte und bedingte Norm
Weiterhin seien die Normen in bedingte und unbedingte Normen aufgeteilt. Die weitaus größere Zahl seien die unbedingten Normen mit ihrer einteiligen Form „Ihr sollt nicht töten“. Andererseits existieren jedoch Normen, die bestimmte Voraussetzungen an die Norm knüpfen und insofern eine zweiteilige Struktur aufwiesen. (Eine Beispielskonstruktion ist: „Wenn dies oder jenes erfüllt ist, sollt ihr!“) Solche Normen sollen bedingte Normen heißen.

##### Allgemeine und besondere Norm
Die Unterscheidung in allgemeine und besondere Normen bezieht sich auf den Adressaten der Norm. Gelte eine Norm für jeden, sei sie eine allgemeine, gelte sie nur für eine bestimmte Personengruppe (zum Beispiel Zivildienstleistende, Beamte o. ä.), sei sie besonders.

##### Ausnahmen von der Norm
Manche behaupten, dass die Normen seit Ewigkeiten unverändert bestanden haben, dass also eine Übertretung der Normen immer Unrecht war und ist. Dies kann Binding jedoch sehr treffend widerlegen. Wäre dies der Fall, so hätten die Normen die Zeitalter unverändert überdauert, und wären schon immer als Unrecht angesehen worden. Dem widerspricht allerdings, dass es im Laufe der Zeit immer schon Perioden gab, in denen einige Normen nicht galten, sowie Normen existierten, die wir heute nicht mehr kennen. Selbst die anscheinend perpetuale Norm des Tötungsverbotes kenne Ausnahmen. (Als Beispiel nennt er das Recht auf Tötung des Ehebrecher und der Ehebrecherin im römischen Recht) Auch in Momenten der Notwehr oder der Schuldunfähigkeit sei eine Übertretung der Norm nicht gleich Unrecht. Sie sei in solchen Fällen „bald geboten, bald erlaubt, bald unverboten, bald verboten aber nicht strafbar“ (Binding, Normen I S. 131, Z. 21–23).
Eine Norm sei dann immer bedingter Natur, da es immer bestimmte Voraussetzungen geben müsse, unter denen die Norm gelte. Die unbedingte Norm habe unter diesem Gesichtspunkt eigentlich nur die Eigenschaft der Regelmäßigkeit, weil die Tat nicht per se verboten sei.

### Das Verhältnis von Normen und Strafgesetzen

#### Das Wesen der Strafgesetze

##### Die eigentliche Bedeutung der Strafgesetze
Strafgesetze sind stets zweiteilig aufgebaut. Am Anfang steht der Tatbestand, unter den das Handeln des Täters subsumiert wird. Gelingt die Subsumtion, tritt die Rechtsfolge – der zweite Teil des Strafgesetzes – in Kraft. Insofern sei das Strafgesetz nicht das Gesetz, das der Täter übertritt, sondern nur jenes, das seine Verurteilung anordnet. „Das Gesetz, welches der Verbrecher übertritt, geht begrifflich und regelmäßig aber nicht notwendig auch zeitlich dem [Strafgesetz] voraus.“ (Binding, Normen I S. 4, Z. 15–18) Es ist nach Bindings Auffassung die Norm, die der Verbrecher seinem Namen nach bricht.
Der zweite Teil der Strafgesetze beinhaltet die gesetzliche Anordnung in der Form, dass Strafe erfolgen soll. An wen richtet sich nun dieser Imperativ? Hier unterscheidet Binding in drei mögliche Adressaten: Den Richter oder alle für das „Kriminalwesen abgeordnete Staatsbeamten“ (Binding, Normen I S. 9, Z. 7), den Delinquenten und den gesetzgebenden Staat selbst.
1. Der Verbrecher als Adressat des Imperativs: Wäre der Imperativ des zweiten Teils der Strafgesetze gegen den Verbrecher gerichtet, so würde diesem auferlegt seine Strafe auf sich zu nehmen. Damit würde der Schuldige, der sich seiner Strafe entzöge, sich wieder strafbar machen und würde so den Weg einer „ewig sich verjüngenden Untat“ (Binding, Normen I S. 14, Z. 1–2) gehen. Wäre eine Handlung nicht unter Strafe gestellt und der Staat wolle ihn trotzdem bestrafen, so hätte sich der Delinquent der Strafe zu widersetzen. Würde er sich trotzdem einsperren lassen, so hätte er sich dadurch strafbar gemacht. Die Widersinnigkeit dieser Vorstellung belege, dass der Verbrecher nicht der Adressat jenes Imperativs sein könne.
2. Die Strafrichter oder -exekutionsbeamten als Adressaten des Imperativs: Wären jene die Adressaten des Imperativs der Strafgesetze, so wäre das Strafrecht vollkommen unverbindlich, da dann dessen Geltung von der Existenz jener Beamter abhinge. Die Beamten straften nicht selbst, sondern legten auf der einen Seite objektiv das Recht aus und erkennen ein Strafrecht an. Auf der anderen Seite vollziehen sie die richterlich angeordnete Strafe, ohne dabei weiter nachzuprüfen. Auch diese Gruppe scheidet also als Adressat des Imperativs aus.
3. Der gesetzgebende Staat als Adressat des Imperativs: Würde der Staat alleine durch die Strafgesetze verpflichtet (Dies würde bedeuten, dass das Strafgesetz als Selbstverpflichtung des Staates zu strafen angesehen wird.), so käme als alleiniger Übertreter dieser Strafverpflichtung der Staat  selbst in Frage. Diese Auffassung ist jedoch auch als unzutreffend anzusehen, da, wie das Beispiel der Monarchie zeigt, in der der Monarch gerade nicht sich selbst zum Strafen verpflichtet, sondern gar nicht in eigener Person strafen dürfe.

Die Strafgesetze beinhalten also keinen an irgendwen gerichteten Imperativ. Daher sieht Binding die Wendung „es soll Strafe sein“ als feierliche Aussprache der Rechtswillenserklärung, vergleichbar mit dem alten „ita ius esto“.
Das Strafrecht ist also nichts weiter als ein berechtigender oder bejahender (Binding bevorzugt die Bezeichnung bejahender Rechtssatz.) Rechtssatz, der „Entstehung, Inhalt und Ende des subjektiven Strafrechtsverhältnisses zwischen dem Strafberechtigten und dem Verbrecher regelt.“ (Binding, Normen I S. 20, Z. 16–19) Das Strafgesetz ist also kein Rechtssatz, den ein Täter übertreten kann oder eine Norm für den Strafberechtigten.

##### Normen und Strafgesetze in der Rechtsgeschichte
An vielen Stellen der Rechtsgeschichte zeigen sich eindeutige Belege für die Existenz der Normen. So zum Beispiel im Dekalog, dem römischen Recht und dem germanischen Recht. Binding versucht hier zu zeigen, dass diese alten Rechtssätze einen bedeutenden Vorteil gegenüber den heutigen Strafgesetzen hätten, was auch wichtig für das Verständnis der Motivation Bindings für seine Normtheorie war. Für ihn zeichnen diese alten Rechtssätze „[...] die Klarheit darüber, was verboten werden soll [aus], und diese Klarheit ist für die Rechtsbildung der Gegenwart grade so not wie für die vergangener Zeiten. Ein technisch treffliches Straf-Gesetzbuch kann unmöglich gelingen, falls nicht zuvor der Gesetzgeber sich seine Normen scharf formulirt hat, und das deutsche Strafgesetz zeugt an vielen Stellen deutlich davon, dass dies nicht geschehen ist.“ (Binding, Normen I S. 152, Z. 2 – S. 153, Z. 2).
Der Dekalog stellt eine der ältesten Formen von Rechtssätzen dar. Auffällig dabei ist, dass diese den Anforderungen der Bindingschen Norm entsprechen. Demgemäß sieht dieser in ihnen auch einen genialen Akt der Gesetzgebung. „Nur geniale Tatkraft konnte diesen granitenen Sockel der ganzen israelitischen und christlichen Ethik errichten.“ (Binding, Normen I S. 138, Z. 6–8) Über die drohende Bestrafung bei Übertretung der Norm finden sich einige Belege im Pentateuch. Jedoch sei der Grund des direkten Fehlens der Strafandrohung nicht gesichert. Vielleicht sei die Strafe auch erst später entstanden. Sie sei wahrscheinlich damals durch die Ehrfurcht vor Gott stark im Volksgewissen verankert gewesen. Auch im Zwölftafelgesetz und in den Pandekten sind Rechtssätze verschiedener Art, darunter auch die reine Form der Norm enthalten. Auch die Lex Barbarum schien die Form der Norm schon zu kennen, stellte ihr aber auch ein ausführendes Strafgesetz zur Seite.
Gerade der Einfluss des Christentums auf die Entwicklung unserer Kultur habe die Normen aus dem geschriebenen Gesetz verschwinden lassen, da die Bestimmungen des Dekalogs der Entwicklung der Strafgesetze zu Grunde gelegt worden sei.

#### Bundes- und Landesrecht

##### Zwei Sonderfälle: Blankettgesetze und Ausnahmen zur Norm
Ein zur Zeit der Weimarer Republik sehr aktuelles Problem, ist das der Blankettgesetze. Zwar hat es heute keine rechtliche Bedeutung mehr, jedoch ist die juristische Konstruktion interessant genug um erwähnt zu werden. In der Reichsverfassung wurde dem Reich die alleinige Strafgesetzgebung in Form der konkurrierenden Gesetzgebung zugestanden. Erließ das Reich ein Gesetz, hatten partikuläre Normen zurückzustehen. Normalerweise erließ in einer solchen Konstellation das Reich auch gleich das Strafgesetz zeitgleich mit der Norm.
In Ausnahmefällen jedoch wurde eine Strafandrohung, die für das ganze Reich galt, auf partikuläre Normen gestützt. Dadurch wurde im Bereich des Nebenstrafrechts Uneinheitlichkeit auf dem Bundesgebiet erzeugt. (Als Beispiel führt Binding § 366 Reichs-StGB an: „Mit Geldstrafe [...] wird bestraft, wer die zur Erhaltung der Sicherheit [...] erlassenen Polizeiverordnungen übertritt.“) Diese Konstruktion sei jedoch dem Geist des Art. 4 Nr. 13 der Reichsverfassung zuwiderlaufend. Ferner stellt er klar, dass „das Reichsstrafgesetz prinzipiell die Reichsnorm [erfordert].“ (Binding, Normen I S. 165, Z. 7–8)
Eine ähnliche Konstruktion stellen vom Reichsgesetzgeber vorgesehene Ausnahmen zur Reichsnorm dar, die durch partikuläre Gesetze erlassen würden. Diese Fälle seien genauso zu bewerten, wie die Fälle der Blankettgesetze.

#### Rückwirkung von Strafgesetzen
Binding meint, die scharfe Trennung zwischen Norm und Strafgesetz könne auch auf eine andere Streitfrage der Rechtswissenschaft eine unzweideutige Antwort geben: die Frage der Rückwirkung von Strafgesetzen. Wird das Strafgesetz, nachdem der Täter die Tat begangen hat, in seinem Strafmaß geändert oder fällt es gar weg, so sei es fraglich, wie der Täter zu bestrafen sei. Diejenigen, die die Existenz der Normen als vom Strafrecht unabhängige Normen nicht anerkennen, würden in einem solchen Fall argumentieren, dass der Täter nur das zum Zeitpunkt der Tat geltende Gesetz missachten konnte. Der Delinquent nämlich löse die im Gesetz festgelegte Rechtsfolge durch sein Tun aus. Voraussetzung hierfür ist allerdings, dass man das Strafgesetz als Imperativ mit folgendem Inhalt anerkenne: „Ihr sollt diese und jene Handlung bei den von mir gedrohten Strafen unterlassen“ (Binding, Normen I S. 169, Z. 2 – S. 170, Z. 2) Die härtere Strafe des neuen Gesetzes wäre auf ihn also nicht anzuwenden. Eine günstigere, mildere Strafe solle dann aus Billigkeit festzustellen sein.
Trenne man Norm und Strafgesetz, ergebe sich jedoch ein vollkommen anderes Bild. Ausschlaggebend wäre dann auf jeden Fall das Strafmaß zum Zeitpunkt des Urteils. Den Strafgesetzen zu Grunde liege eine Norm, deren Übertretung der Staat verboten habe. An dem Verbot der Handlung durch die Norm ändere sich nichts durch eine Änderung der Strafzumessung. Eine Ausnahme wäre es jedoch, wenn gleichzeitig mit dem neuen Strafgesetz auch die Norm geändert würde. Allerdings habe in diesem Fall der Verbrecher als logische Konsequenz jene neue Norm auch zum Zeitpunkt der Tat nicht übertreten können. Die Frage nach der Rückwirkung von Strafgesetzen stelle sich hier folglich nicht.
Ein Recht des Gesetzesbrechers auf eine Strafe jeglicher Art ließe sich in keiner Weise konstruieren, da aus dem strafzumessenden Strafgesetz kein Recht auf eine bestimmte Strafe erwachsen würde. Die Botmäßigkeit des Untertanen ergebe sich einzig und alleine aus der Norm, durch deren Übertretung das Recht auf Strafe resultiere.
Auch die Ansicht, aus Billigkeit dem Täter die später entstandene härtere Strafe nicht aufzuerlegen, beruhe auf dem Irrglauben, dass der Täter nur mit der zum Zeitpunkt seiner Tat im Strafgesetze verankerten Strafe rechnete. Der Irrglaube beruhe darauf, dass Folgendes nicht beachtet würde: „die Verbrecherwelt erwartet nicht gestraft zu werden, beabsichtigt den Staat um die Strafe zu prellen und flieht die Erwägung, welches Strafäquivalent ihrer Tat entspreche.“ (Binding, Normen I S. 177, Z. 32 – S. 178, Z. 1) Außerdem sei es dann gleichwohl billig, wenn der Täter immer die mindeste der möglichen Strafe erhielte. Dieses Verfahren sei aber ein „Paciscieren“ (Binding, Normen I S. 178, Z. 7) mit dem Täter. Vielmehr sollte es sich jedoch so verhalten: „Ernst wie das Recht angreifende Leidenschaft sei auch ihre Bekämpfung, milde zugleich, aber in dem für notwendig erkannten auch unerbittlich!“ (Binding, Normen I S. 178, Z. 8–10)
Nun könne man die möglichen Konstellationen der Rückwirkung auf folgende Fälle beschränken:
1. Die Handlung war früher rechtswidrig aber straflos und ist jetzt strafbar.: Hierbei müsse unterschieden werden, ob man das Prinzip der nulla poena sine lege praevia anerkenne oder nicht. Tue man dies, dann könne man nicht strafen, da dann alle noch nicht verjährten Taten auch unter Strafe gelegt werden müssten. Mache man an dieser Stelle allerdings vom nulla-poena-Prinzip eine Ausnahme – und diese Position vertritt Binding – so müsse der Gesetzgeber allerdings ausdrücklich erklären, dass er die früheren Taten unter Strafe stellen wolle.
2. Die Handlung war früher strafbar, nur hat sich jetzt das Strafmaß geändert.: In diesem Fall müsse der Richter logischerweise das neue Strafmaß anwenden.
3. Die Handlung war vorher strafbar, ist jetzt allerdings straflos.: Hier dürfe keine Strafe verhängt werden, denn das alte Strafgesetz gehöre so wenig zum geltenden Strafrecht wie das Strafrecht eines fremden Staates.

#### Verwertung der Normen in den Strafgesetzen
Da nicht alle Normen in ihrer Übertretung mit Strafe belegt werden, ist es notwendig die verschiedenen Möglichkeiten der Verwertung der Normen in den Strafgesetzen zu untersuchen.

##### Wandlung oder Aufhebung der Norm
Wird die Norm, der ein Strafgesetz zu Grunde liegt, geändert oder aufgehoben, so schiene es auf den ersten Blick unmöglich, dass nicht auch das Strafgesetz wegfiele oder eine wesentliche Änderung erfahren müsse. Jedoch liege in jeder Übertretung einer Norm eine nicht zu leugnende Ähnlichkeit, nämlich die Übertretung der Gehorsamspflicht, die die Norm aus ihrer Form heraus verlangt. Die Strafandrohung wäre in diesen Fällen also nicht auf die spezielle Handlung gegründet, sondern einzig und allein auf den Bruch der Gehorsamspflicht.

##### Eine Norm – ein Strafgesetz
Die einfachste Art und Weise einem Strafgesetz eine Norm zugrunde zu legen ist, die Gesamtheit der dolosen Übertretungen zu einem Tatbestand zusammenzufassen und mit einer Rechtsfolge zu versehen. Dies käme jedoch in den seltensten Fällen und auch nur bei vergleichsweise unbedeutenden Delikten vor. (Binding bringt hier das Beispiel des heute nicht mehr existierenden § 172 StGB (Ehebruch).)

##### Eine Norm – mehrere Strafgesetze
Manche Normübertretungen werden in verschiedene Qualifikationen und Privilegierungen bzw. Alternativität und Subsidiarität in den Strafgesetzen verwandt. Die Gesamtheit dieser Übertretungen nenne man Gattungsdelikt. Hierfür seien viele Beispiele für die Norm „Ihr sollt nicht töten!“ zu finden. Ihre verschiedenen heute noch gültigen Einteilungen in fahrlässige Tötung (§ 222 StGB), Mord (§ 211 StGB) und Totschlag (§ 212 StGB) bzw. in die heute nicht mehr anzutreffenden Delikte wie z. B. die Tötung mittels vorsätzlicher Übertretung der Zweikampfsregeln (§ 207 Reichs-StGB) werden genannt.
Auch die Einteilung der Norm „Ihr sollt die körperliche Integrität eines Anderen nicht verletzen!“ sei sehr vielfältig. Hier sind unter anderem vorsätzliche und fahrlässige Körperverletzung (§§ 223, 229 StGB), schwere Körperverletzung (§ 226 StGB) und Körperverletzung mit Todesfolge (§ 227 StGB) genannt.
Diese Delikte hätte teilweise nur eine Übertretung der Norm durch eine bestimmte Handlung festgelegt, andererseits würden sich deren bestrafte Handlungen nur durch die Intensität der Handlung unterscheiden.
Schließlich habe diese Unterteilung nur einen Zweck: „Der Gesetzgeber bezeichnet dadurch die Normwidrigkeiten, welche Strafe verdienen oder nicht verdienen, und er fixiert die Stufen der Strafbarkeit, worauf die Verbrechen stehen.“ (Binding, Normen I S. 194, Z. 25–28) Alle diese Delikte haben jedoch eine Gemeinsamkeit. Sie stellen alle Übertretungen einer Norm dar – sie sind schuldhafte normwidrige Handlungen. Die einzige Voraussetzung ist, dass die Handlungen auch wirklich alle – wie Binding sie nennt – Normwidrigkeitsmerkmale aufweisen und nicht unter eine Ausnahme der Norm fallen.

##### Eine Norm – alternative Strafgesetze
Schließlich kann eine Norm noch verschiedene Strafgesetze, die in Alternativität zueinander stehen, produzieren, was zum Beispiel der Fall sei, wenn der Gesetzgeber die Norm in der Wirkung erfasst und dadurch auf verschiedene Tatbestände aufteilt. (Als Beispiele werden hier Brandstiftung  und Brandstiftung an versicherten Gebäuden mit Betrugsabsicht genannt.)
Ebenfalls ein Fall von Alternativität entstünde, wenn das Gattungsdelikt zwar straflos sei, aber verschiedene Qualifikationen unter Strafe gestellt werden.

##### Mehrere Normen – ein Strafgesetz
Oft habe der Gesetzgeber verschiedene Normübertretungen, die er mit der gleichen Strafe bedrohe, zu einem alternativen Tatbestand zusammengezogen. „Wer [...] eine Wahlstimme kauft oder verkauft, wird [...] bestraft.“ (Binding, Normen I S. 206, Z. 6–8) Dies sei ein Beispiel für ein Zusammenziehen verschiedener eigenständiger Normübertretungen. Binding nennt solche Tatbestände „Mischtatbestände“.

#### Mehrere Normwidrigkeiten – ein Verbrechen
Eine weitere Alternative der Verwertung der Normen in den Strafgesetzen ist die der „zusammengesetzten Verbrechen“ (Binding, Normen I S. 209, Z. 26). Besonderes Charakteristikum dieser Gruppe ist, dass die einzelnen Normwidrigkeiten, die den Tatbestand bilden, isoliert betrachtet ungestraft bleiben. Nur in Kombination werden die Normwidrigkeiten strafbar. Der betrügerische Bankrott (§ 209 Konkursordnung) stelle ein solches Delikt dar. Isoliert betrachtet, sei der Konkurs nicht strafbar. Auch das Unterlassen des Führens der Handelsbücher werde alleine nicht zum Verbrechen. Zusammen jedoch bilden sie den Tatbestand.
Die andere Möglichkeit der Kombination ist die Zusammensetzung eines Straftatbestandes aus mehreren strafbaren Normübertretungen. Hier wird als Beispiel der Mord am Kaiser oder an einem anderen Landesherren (§§ 80, 81 StGB) genannt, der zugleich als Hochverrat bestraft wird. Hierbei würden die einzeln strafbaren Handlungen des Hochverrats und des Mordes zusammen zu einem weiteren Delikt zusammengefasst.

##### Einschränkungen der Strafbarkeit
Eine letzte Gruppe der Strafgesetze sind solche, deren Strafbarkeit nur auf einer Qualifikation der Normübertretung beruht. Hier sollen Delikte, deren Strafbarkeit erst dadurch ausgelöst wird, dass sie gewohnheits- oder gewerbsmäßig ausgeführt werden, als Beispiel dienen.
Ferner ist noch der Fall zu erwähnen, in dem die Strafbarkeit einer Handlung die Straflosigkeit einer anderen auslöst. (Beispiel: § 82 Reichs-StGB beinhaltet die Norm „Ihr sollt keinen Hochverrat vorbereiten“. § 83 straft jedoch nur, wenn der Tatbestand des § 82 nicht erfüllt wird.)
Abschließend werden noch die kleine Gruppe von Delikten genannt, die Bedingungen enthalten, die keiner Normwidrigkeit entsprechen (doppelt bedingte Strafdrohungen). Hier kommen zum Beispiel zivilrechtliche Nebenbedingungen als Voraussetzung des Tatbestandes vor. (Zum Beispiel behördliche Dokumente.)

## Ausgaben
Binding, Karl: Die Normen und ihre Übertretung. Eine Untersuchung über die rechtmäßige Handlung und die Arten des Delikts. In 4 Bänden. Band 1. Neudruck der 4. Auflage, Leipzig 1922, Aalen 1991